# Kaizen
Kaizen (改善?), japansk for "forbedring" eller "ændring til det bedre" refererer til en filosofi eller praksis som fokuserer på kontinuerlig forbedring af processer i produktion, ingeniørvidenskab, business management eller andre processer. Den er blevet brugt i sundhedsvæsen, psykoterapi, coaching, regeringer, bankvæsen og andre industrier. Når den bliver anvendt i forretningsøjemed refererer kaizen til aktiviteter der kontinuerligt forbedrer alle funktioner og involverer alle medarbejdere fra direktøren til samlebåndspersonalet. Det bruges også til processer som køb og logistik, som krydser organisatoriske grænser i forsyningskæden. Ved at forbedre standardaktiviteter og processer sigter kaizen på at eliminere tab (se lean).
Kaizen blev først implementeret i flere japanske virksomheder efter 2. verdenskrig til dels påvirket af lærere fra den amerikanske industri og kvalitetssikring som besøgte landet. Konceptet har siden spredt sig til resten af verden og bliver i dag implementeret i miljøer uden for virksomheder og produktion.